# سید مصطفی ذوالقدر
سید مصطفی ذوالقدر (زادهٔ ۱ فروردین ۱۳۲۵ در رودان) نمایندهٔ منتخب مردم میناب، رودان، جاسک و سیریک در مجلس دهم است. او پیش از این نماینده حوزهٔ انتخابیهٔ بندرعباس، حاجی‌آباد، قشم و ابوموسی در دورهٔ دوم، سوم، ششم و هشتم در مجلس شورای اسلامی بوده‌است.
مصطفی ذوالقدر در انتخابات دهمین دوره مجلس شورای اسلامی در لیست امید در انتخابات شوراهای شهر و روستا قرار داشت و توانست به مجلس راه یابد. او در نخستین جلسات مجلس دهم، نایب رئیس سنی این مجلس بود.
او پدر سیده فاطمه ذوالقدر نماینده تهران در مجلس دهم است.